# Turnaj LIHG 1911
Hokejový turnaj v Chamonix (Coupe de Chamonix) se konal od 16. do 19. ledna 1911 . Turnaje se zúčastnilo pět mužstev, která se utkala jednokolově systémem každý s každým. Jednotlivé země reprezentovali: Prince’s IHC London, Berliner SC, CP Paris, Brussels IHSC.

## Výsledky a tabulka
|    |                  | GER  | GBR  | BEL  | FRA  | SUI  | V | R | P | Skóre | B |
| 1. | Oxford Canadiens | ***  | 17:0 | 4:2  | 10:0 | 11:1 | 4 | 0 | 0 | 42:3  | 8 |
| 2. | Německo          | 0:17 | ***  | 3:1  | 8:2  | 9:2  | 3 | 0 | 1 | 20:22 | 6 |
| 3. | Francie          | 2:4  | 1:3  | ***  | 7:1  | 5:0k | 2 | 0 | 2 | 15:8  | 4 |
| 4. | Belgie           | 0:10 | 2:8  | 1:7  | ***  | 8:1  | 1 | 0 | 3 | 11:26 | 2 |
| 5. | Velká Británie   | 1:11 | 2:9  | 0:5k | 1:8  | ***  | 0 | 0 | 4 | 4:33  | 0 |

 Německo –  Belgie 8-2 (5-1,3-1)
16. ledna 1911 – Chamonix
 Oxford Canadiens –  Velká Británie 11-1 (7-0,4-1)
16. ledna 1911 – Chamonix
 Oxford Canadiens –  Belgie 10-0 (4-0,6-0)
17. ledna 1911 – Chamonix
 Německo –  Velká Británie 9-2 (7-2,2-0)
17. ledna 1911 – Chamonix
 Francie –  Oxford Canadiens 2-4 (0-3,2-1)
17. ledna 1911 – Chamonix
 Belgie –  Velká Británie 8-1 (3-0,5-1)
18. ledna 1911 – Chamonix
 Oxford Canadiens –  Německo 17-0 (11-0,6-0)
18. ledna 1911 – Chamonix
 Francie –  Velká Británie 5:0 kontumačně
18. ledna 1911 – Chamonix
 Německo –  Francie 3-1 (2-0,1-1)
19. ledna 1911 – Chamonix
 Francie –  Belgie 7-1 (1-1,6-0)
19. ledna 1911 – Chamonix